# DIN 41612
Die DIN-Norm DIN 41612, umgangssprachlich als VG-Leiste bezeichnet, definierte Bauformen von Steckverbindern, welche primär zur mehrpoligen elektrischen Verbindung von Leiterplatten im Bereich der Niederspannung dienen. Die Norm bestand aus mehreren Teilen und wurde im Februar 1999 durch die Europäische Norm EN 60603-2 ersetzt, auch bekannt als IEC 60603-2.
Die Klasse dieser Steckverbinder besteht aus insgesamt 13 verschiedenen Grundbauformen und vielen, meist herstellerspezifischen, abgeleiteten Versionen. Alle diese Steckverbinder werden im Bereich von 19" Racks nach der Norm DIN 41494 zur Verbindung zwischen den Einschubkarten, welche üblicherweise im Format von Europakarten gestaltet sind, und der dahinter im Gestell untergebrachten Busleiterplatte eingesetzt. Die Busleiterplatte, auch als Backplane bezeichnet, stellt die elektrischen Verbindungen zwischen den einzelnen Einschüben her.
Die Polanzahl der Stecker reicht von 20 bis 160 Pins. Auf Grund dieser hohen Polzahl werden die Stecker u. a. für Busse wie den Europe Card Bus oder den VMEbus eingesetzt.
Die Stecker können unterschiedlich konfiguriert sein, beispielsweise mit voreilenden Kontakten. Die Anschlusspins können in Einpresstechnik oder auch als Lötanschluss ausgeführt sein.

## Bauformen
Die Norm unterscheidet u. a. folgende wesentliche Bauformen:

### BauformenB undC
2-reihige (B) bzw. 3-reihige (C) Leiterplattenverbinder mit 20 bis 160 Polen und einer maximalen Strombelastbarkeit pro Pin von:
- 2,0 A bei 20 °C Umgebungstemperatur
- 1,6 A bei 70 °C
- 1,0 A bei 100 °C.

Typische Anwendungen liegen bei Busverbindungen im EDV-Bereich.
Weit verbreitet ist die C64-Steckleiste, deren Kontaktreihen a und c mit jeweils 32 Kontakten bestückt sind. Die C96-Steckleiste besitzt eine zusätzliche mittlere Kontaktreihe b mit 32 Kontakten, so dass sich in Summe 96 Kontakte ergeben.

### BauformenD undE
2-reihige (D) bzw. 3-reihige (E) Steckverbinder mit bis zu 48 Polen mit einer maximalen Strombelastbarkeit von 6 A pro Pol bei 20 °C Umgebungstemperatur. Anwendungsbereiche liegen in Telefonnetzen und Telekommunikationseinrichtungen, wo sie meist mittels Wire-Wrap-Anschlüssen ausgeführt sind.

### Bauform H
2-reihige Steckverbinder mit 11 (H11) oder 15 (H15) Kontakten und einer Strombelastbarkeit von 15 A pro Pin bei 20 °C Umgebungstemperatur. Diese Bauform wird meist bei Netzteilen zur Versorgung der Baugruppen eines Racks mit elektrischer Energie angewendet. Die Spannungsfestigkeit dieser Bauform beträgt bis zu 3 kV.

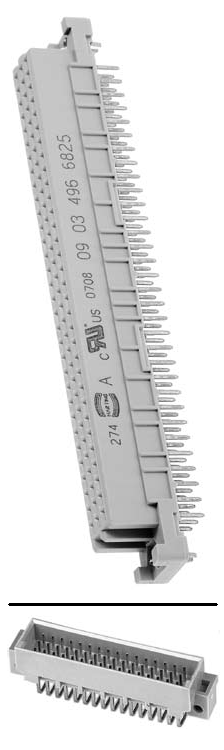
Steckverbinder Typ C
Steckverbinder Typ C Sockets
Steckverbinder Typ C Pins
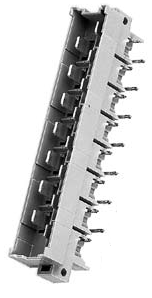
Steckverbinder Typ H